# خالد بن عبد الرحمن بن فيصل بن تركي آل سعود
خالد بن عبد الرحمن بن فيصل آل سعود (19 ربيع الآخر 1279هـ / 13 أكتوبر 1873م - 14 جمادى الآخرة 1366هـ / 6 مايو 1947م)، أحد أبناء عبد الرحمن بن فيصل بن تركي آل سعود آخر حكام الدولة السعودية الثانية، وشقيق عبد العزيز آل سعود مؤسس المملكة العربية السعودية.

## نسبه
هو خالد بن عبد الرحمن بن فيصل بن تركي بن عبد الله بن محمد بن سعود بن محمد بن مقرن بن مرخان بن إبراهيم بن موسى بن ربيعة بن مانع بن ربيعة المريدي، والمردة من حنيفة من بكر بن وائل بن قاسط الذي ينتهي في ربيعة بن نزار بن معد بن عدنان.

## حياته
ولد في مدينة الرياض في يوم 19 ربيع الآخر 1279هـ الموافق 13 أكتوبر 1873م، والده عبد الرحمن بن فيصل بن تركي آل سعود وأمه سارة بنت أحمد السديري. تعلم في مدينة الرياض وذهب سنة 1301هـ الموافقة لسنة 1883م إلى مدينة مكة المكرمة وعاد إلى مدينة الرياض سنة 1325هـ الموافقة لسنة 1907م.

## أخوانه
- فيصل بن عبد الرحمن بن فيصل بن تركي آل سعود
- فهد بن عبد الرحمن بن فيصل آل سعود
- تركي بن عبد الرحمن بن فيصل آل سعود
- عبد العزيز بن عبد الرحمن بن فيصل آل سعود
- محمد بن عبد الرحمن بن فيصل آل سعود
- سعد الأول بن عبد الرحمن بن فيصل آل سعود
- عبد الله بن عبد الرحمن بن فيصل آل سعود
- عبد المحسن بن عبد الرحمن بن فيصل آل سعود
- سعود بن عبد الرحمن بن فيصل آل سعود
- أحمد بن عبد الرحمن بن فيصل آل سعود
- مساعد بن عبد الرحمن بن فيصل آل سعود
- سعد الثاني بن عبد الرحمن بن فيصل آل سعود

## أسرته
تزوج من وضحى بنت محمد بن مطلق آل مقرن، وله من الأبناء:
- عبد الله بن خالد بن عبد الرحمن آل سعود
- محمد بن خالد بن عبد الرحمن آل سعود
- جواهر بنت خالد بن عبد الرحمن آل سعود

## وفاته
توفي الأمير خالد بن عبد الرحمن بن فيصل آل سعود في مدينة الرياض يوم 14 جمادى الآخرة 1366هـ الموافق 6 مايو 1947م، ودفن في مقبرة العود.